# 盛岡市総合アリーナ
盛岡市総合アリーナ（もりおかしそうごうアリーナ、英語: Morioka City General Arena）は、岩手県盛岡市にある多目的スポーツ施設である。指定管理者として公益財団法人盛岡市スポーツ協会が管理・運営している。
2016年7月よりネーミングライツ導入が行われ、『盛岡タカヤアリーナ』（もりおかタカヤアリーナ）の名称を使用している(後述)。

## 概要
盛岡市市制施行100年を記念して1989年にスケート場の『盛岡市アイスアリーナ』として開館。1998年のいわて銀河国体の会場や盛岡市の成人式会場としても使用されていた。
しかし2016年、アイススケート場としての機能を第71回国民体育大会(岩手国体)用に新たに建設・オープンされた通年滑走型の『盛岡市アイスリンク』(愛称：みちのくコカ・コーラボトリングリンク)に移設するにあたり、当会場は総合アリーナに移行。改修工事が2016年2月から開始され、1年1ヶ月の期間を経て2017年4月1日より名称を『盛岡市総合アリーナ』と改めた上でリニューアルオープンした。
2017-2018シーズンからジャパン・プロフェッショナル・バスケットボールリーグ2部（B2）に参戦している岩手ビッグブルズのメインホームアリーナとして使用されている。
2018年には国際テニス連盟公式戦のデ杯ワールドグループ1回戦として、 日本 対  イタリア戦が開催された。

## 施設命名権
| 命名権による呼称   | 契約企業 | 契約料（万円） | 契約期間                   |
| ------------------ | -------- | -------------- | -------------------------- |
| 盛岡タカヤアリーナ | タカヤ   | 420(税抜)      | 2016年7月1日-2019年3月31日 |
| 盛岡タカヤアリーナ | タカヤ   | 480(税抜)      | 2019年4月1日-2024年3月31日 |
| 盛岡タカヤアリーナ | タカヤ   | 480(税抜)      | 2024年4月1日-2029年3月31日 |

### 盛岡タカヤアリーナ
2016年の改修工事期間中にネーミングライツ導入が行われ、盛岡市の建設業「タカヤ」が命名権を取得したことから、同年7月1日より本施設に『盛岡タカヤアリーナ』(英語: Morioka Takaya Arena、略称：盛岡)の名称が付与されている。当初のネーミングライツ契約は2019年3月31日までの2年9か月で契約額は年額420万円(税抜)。その後2019年4月に1回目の、2024年4月に2回目の更新が行われ、いずれも契約期間が5年、契約額は年額480万(税抜)と公表されている。

## 施設
体育館・各種コンサート・催事フロアなど多目的屋内会場として使用される。駐車場は約400台収容可能（通常は無料、コンサートなど大型イベント開催時は使用が制限されシャトルバスが運行される事がある）。過去に、冬季はスケートリンクとして使用されていたが、｢盛岡市アイスリンク｣開設に伴い、2014-2015シーズンを最後に取りやめている。
観覧席は3,098席（固定席3,053席，ロイヤルボックス45席）、収容人数は5,058席（観覧席3,098席に加え移動席960席，立見席1,000席）。アリーナのほかに会議室（第1会議室60人、第2会議室60人）とトレーニングルームが併設されている。

### アリーナ（夏季）
- 面積3,220m2（縦70m、横46m）

用途
- フットサルコート2面
- ハンドボールコート1面
- バスケットボールコート2面
- バレーボールコート3面
- バドミントンコート9面
- テニスコート3面
- 卓球台20台
- その他、運動会や催事等

### スケートリンク（冬季）
用途
スケートリンク1面（縦60m、横30m）

## コンサート（イベント）に使用したアーティスト
- 1991年
  - 松任谷由実 - CONCERT TOUR 天国のドア (THE GATES  OF HEAVEN)
  - X JAPAN - Violence In Jealousy Tour 1991 ～夢の中にだけ生きて～
- 1992年
  - 長渕剛 - LIVE'92 JAPAN
  - 松任谷由実 - DAWN PURPLE TOUR 1991-1992
  - 矢沢永吉 - Anytime Woman EIKICHI YAZAWA CONCERT TOUR 1992
  - 渡辺美里 - 渡辺美里 '92 スタジアム伝説
- 1993年
  - 松任谷由実 - TEARS AND REASONS TOUR 1992-1993
  - 矢沢永吉 - Come On! EIKICHI YAZAWA CONCERT TOUR 1993
  - CHAGE&ASKA - 史上最大の作戦 THE LONGEST TOUR 1993-1994
- 1994年
  - 長渕剛 - LIVE'94 Captain of the Ship
- 1995年
  - 松任谷由実 - THE DANCING SUN TOUR 1994-1995
- 1996年
  - SMAP - Spring CONCERT'96
  - B'z - B'z LIVE-GYM'96 "Spirit LOOSE"
  - DREAMS COME TRUE - LOVE UNLIMITED∞
- 1997年
  - THE YELLOW MONKEY - THE YELLOW MONKEY ARENA TOUR '97 "FIX THE SICKS"
  - 安室奈美恵 - Namie Amuro tour 1997 a walk in the park
- 1998年
  - B'z - B'z LIVE-GYM '98 "SURVIVE"
- 1999年
  - Mr.Children - Mr.Children Concert Tour '99 DISCOVERY
- 2000年
  - GLAY - GLAY ARENA TOUR 2000 "HEAVY GAUGE"
- 2001年
  - B'z - B'z LIVE-GYM 2001 "ELEVEN"
  - 浜田省吾 - ON THE ROAD 2001 "THE SHOGO MUST GO ON"
- 2002年
  - ゆず - 体育館ツアー2002「ユズモラス」
- 2003年
  - GLAY - GLAY HIGHCOMMUNICATIONS TOUR 2003
  - ゆず - 体育館ツアー2003「すみれ」
- 2004年
  - ゆず - 体育館ツアー2004「夢の地図」
- 2009年
  - 安室奈美恵 - namie amuro BEST FICTION TOUR 2008-2009
- 2010年
  - 平井堅 - Ken Hirai 15th Anniversary Special!! Vol.2 Ken's Bar 2010 Summer
- 2011年
  - Mr.Children - Mr.Children Tour 2011 "SENSE" ※東日本大震災の影響で開催中止
- 2013年
  - Mr.Children - Mr.Children［(an imitation) blood orange］Tour ※本会場での公演が映像作品（DVD・Blu-ray Disc）に収録されている[15]
- 2015年
  - 関ジャニ∞ - 「関ジャニ∞リサイタル　お前のハートをつかんだる！」
- 2016年
  - 小田和正 - 明治安田生命 Presents KAZUMASA ODA TOUR 2016　君住む街へ
- 2018年
  - 小田和正 - 明治安田生命 Presents KAZUMASA ODA TOUR 2018「ENCORE!!」
- 2019年
  - KISS - END OF THE ROAD WORLD TOUR[16]

## 交通アクセス
車
- 盛岡インターチェンジから約15分
- 盛岡南インターチェンジから約10分

バス　岩手県交通
- 盛岡駅東口5番のりば、または10番のりばより「218・219　盛南ループ200」に乗車。
- 仙北町駅西口より「520　仙北町駅西口イオン線」に乗車。
  - いずれも「総合アリーナ前」バス停下車。

タクシー
- 盛岡駅西口から約10分

徒歩
- 盛岡駅西口から（杜の大橋経由）で約25分(約2㎞)